# Premio Bram Stoker per il miglior romanzo per ragazzi
Il premio Bram Stoker al miglior romanzo per ragazzi  (Bram Stoker Award for Superior Achievement in horror writing for young adult novels.) è un premio letterario assegnato dal 2011 dalla Horror Writers Association (HWA) ad un romanzo per ragazzi dell'orrore «di qualità superiore».

## Albo d'oro
L'anno si riferisce al periodo di pubblicazione preso in considerazione, mentre i premi sono assegnati l'anno successivo.
I vincitori sono indicati in grassetto, a seguire gli altri candidati.
Anni 2011-2019
- 2011: The Screaming Season di Nancy Holder ex aequo Dust and Decay di Jonathan Maberry
  - Ghosts of Coronado Bay, A Maya Blair Mystery di J.G. Faherty
  - Rotters di Daniel Kraus
  - Sette minuti dopo la mezzanotte (A Monster Calls) di Patrick Ness
  - This Dark Endeavor: The Apprenticeship of Victor Frankenstein di Kenneth Oppel

- 2012: "Flesh & Bone" di Jonathan Maberry
  - The Diviners di Libba Bray
  - I Hunt Killers di Barry Lyga
  - I Kissed a Ghoul di Michael McCarty
  - The Raven Boys di Maggie Stiefvater
  - A Bad Day for Voodoo di Jeff Strand

- 2013: Dog Days di Joe McKinney
  - Special Dead di Patrick Freivald
  - Unbreakable di Kami Garcia
  - Project Cain di Geoffrey Girard
  - In the Shadow of Blackbirds di Cat Winters

- 2014: Phoenix Island di John Dixon
  - All Those Broken Angels di Peter Adam Salomon
  - Intentional Haunting di Jake Bible
  - Passionaries di Tonya Hurley
  - Unmarked di Kami Garcia

- 2015: Devil's Pocket di John Dixon
  - Never Let Me Sleep di Jennifer Brozek
  - The Ridealong di Michaelbrent Collings
  - Hallowed di Tonya Hurley
  - The Shadow Cabinet di Maureen Johnson
  - End Times at Ridgemont High di Ian Welke

- 2016: Snowed di Maria Alexander
  - Last Days of Salton Academy di Jennifer Brozek
  - Holding Smoke di Elle Cosimano
  - When They Fade di Jeyn Roberts
  - The Telling di Alexandra Sirowys

- 2017: The Last Harvest di Kim Liggett
  - The Door to January di Gillian French
  - Hellworld di Tom Leveen
  - The Ravenous di Amy Lukavics
  - When I Cast Your Shadow di Sarah Porter

- 2018: The Dark Descendent of Elizabeth Frankenstein di Kiersten White
  - Broken Lands di Jonathan Maberry
  - Dread Nation di Justina Ireland
  - The Night Weaver di Monique Snyman
  - Sawkill Girls di Claire Legrand

- 2019: Oware Mosaic di Nzondi
  - Eight Minutes, Thirty-Two Seconds di Peter Adam Salomon
  - Five Midnights di Ann Dávila Cardinal
  - Here There Are Monsters di Amelinda Bérubé
  - Rules for Vanishing di Kate Alice Marshall
  - Speak No Evil di Liana Gardner